# Farewell Mountain
Der Farewell Mountain (von englisch farewell ‚Lebewohl‘) ist ein großer und isolierter Berg im ostantarktischen Viktorialand. Er ragt am Westrand des Rennick-Gletschers auf.
Die Nordgruppe einer von 1962 bis 1963 durchgeführten Kampagne der New Zealand Geological Survey Antarctic Expedition benannte ihn so, da sie ihn wegen Zeitmangels nicht besuchen konnte und zugleich als Gegenentwurf zur Benennung des 60 km weiter nördlich aufragenden Welcome Mountain.